# Baby proofing
Protecția copiilor (numită și baby proofing sau child proofing) este actul de a face un mediu sau un obiect sigur pentru copii. Acest lucru reduce riscurile la un nivel considerat acceptabil de către o societate, o instituție sau anumiți părinți. 
Protecția copiilor poate include restricția copiilor în zone sigure sau împiedicarea copiilor să ajungă în zone nesigure. Acest lucru poate fi realizat de către părinte sau prin angajarea unui profesionist pentru asistență. Protecția copiilor câștigă mai multă importanță acum că părinții au acces mai mare la informații despre rănirea copiilor și o mare varietate de produse sunt disponibile pentru a ajuta la prevenirea acesteia. A devenit atât de important pentru părinți, încât chiar și hotelurile și stațiunile prietenoase pentru copii oferă camere „protejate pentru copii”. În mod cert, un număr ridicat de accidentări domestice ale bebelușilor și copiilor poate fi prevenit.
Baby proofing este un concept ce se referă în principal la amenajarea locuințelor într-un mod sigur pentru bebeluși și copii. Aceasta vizează limitarea accesului acestora la scări, camere sertare sau dulapuri, blocarea accesului la prize, blocarea ferestrelor, instalarea de protecții pentru paturi, fixarea elementelor de mobilier în perete pentru a împiedica răsturnarea acestora etc.
În mod uzual, baby proofing-ul se face pornind de la pericolele avute în vedere sau incintele care  trebuie pregătite pentru a fi sigure pentru cei mici. Se poate avea în vedere o securizare pe camere sau zone: sufragerie, bucătărie, baie, dormitor, curte, garaj, balcon, terasă, scări. De asemenea, baby proofing-ul se poate face plecând de la anumite pericole care se dorește a fi evitate: căderi din pat, electrocutare, răsturnări de mobilier, accidente pe balcon sau ferestre, incendii, intoxicații cu substanțe chimice, înec.
Din cauza complexității temei sunt dificil de obținut date statistice corecte cu privire la accidentele domestice în care sunt implicați copii, accidente care să fi putut fi prevenite prin aplicarea unor măsuri de baby proofing corespunzătoare. Unele date relevante sunt furnizate de Consumer Product Safety Commission din SUA.

## Situația în România
Un raport realizat de compania românească Empria, specializată în siguranța copiilor, a analizat peste 7.000 de cazuri de căderi grave ale copiilor de la înălțime în perioada 2017–2024. Studiul a arătat că 70% dintre accidente s-au produs în propria locuință și ar fi putut fi prevenite prin utilizarea unor măsuri simple de baby proofing: bariere pentru pat, plase de protecție la ferestre, porți pentru scări, siguranțe pentru sertare și prize.
Cele mai multe cazuri au implicat copii sub 5 ani, în special în lunile de vară, iar județele cu cele mai multe incidente au fost București–Ilfov, Mureș, Iași și Dolj. În unele cazuri, accidentele s-au soldat cu leziuni grave sau deces.